# كيلي لين
كيلي لين (بالإنجليزية: Kelly Lin)‏ (و. 1972 – م) هي ممثلة، وعارضة، وممثلة أفلام، وممثلة تلفزيونية، من تايوان، ولدت في هونغ كونغ.

## وصلات خارجية
- كيلي لين على موقع IMDb (الإنجليزية)
- كيلي لين على موقع ألو سيني (الفرنسية)
- كيلي لين على موقع أول موفي (الإنجليزية)
- كيلي لين على موقع قاعدة بيانات الفيلم (الإنجليزية)
- كيلي لين على موقع كينوبويسك (الروسية)